# 15 000 рисунков
Пятнадцать тысяч рисунков (исп. 15 mil dibujos) — чилийский полнометражный мультфильм производства 1937—1942 годов. Первый чилийский полнометражный мультфильм, также являющийся одним из первых в Латинской Америке в целом. Мультфильм сохранился не полностью.

## Сюжет
Мультфильм посвящён приключениям трёх приятелей-антропоморфных зверей: кондора Копучиты (исп. Copuchita), пумы Маниуэля (исп. Manihuel; судя по одежде, он, вероятно, является индейцем-мапуче по этнической принадлежности) и петуха-уасо Ньо Бенхайги (исп. Ño Benhaiga), разъезжающем на коне Виво-эль-Охо (исп. Vivo el Ojo). Впоследствии они встречают хорошенькую девушку по имени Кларита.

## Производство
Мультфильм, вдохновлённый диснеевскими картинами, создавался с конца 1930-х годов двумя мультипликаторами: Хайме Эскудеро (исп. Jaime Escudero) и Хуаном-Карлосом Труппом (исп. Juan Carlos Trupp), познакомившихся во время учёбы в католическом университете Чили, в мастерской на углу улицы Lira con Marcoleta в центре Сантьяго. Именно Эскудеро принадлежит идея сделать протагонистом антропоморфного кондора-самца по имени Копучита. В позднем интервью журналу «Museo de la Historieta de Chile» Эскудеро утверждал, что главной целью мультфильма была популяризация «рото» — простых чилийцев и их образа жизни, и именно на основе этой концепции была создана большая часть персонажей, в частности, Копучита носит на голове шляпу, типичную для «рото» и чилийских бандитов того времени. Кроме того, в 1930-е годы «рото» воспринимались в массовой культуре скорее негативно из-за популярности стереотипного «рото» по имени Хуан Вердехо (исп. Juan Verdejo) — персонажа комиксов и карикатур, публиковавшихся в журнале «Topaze», одевавшегося в рваньё. Таким образом, перед Эскудеро и Труппом также стояла цель обелить образ «рото»: Копучита тоже одевался по-простому, но, в отличие от Вердехо, был одет опрятно. В производстве мультфильма Эскудеро и Труппу помощь оказывали их семьи и друзья, например, музыку к мультфильму написала Леопольдина Трупп, бабушка Хуана-Карлоса, а камера для съёмки была изготовлена его дядей Родольфо (до этого они использовали камеру, предоставленную кинорежиссёром Рене Бертелоном (исп. René Berthelón)). Впоследствии производство мультфильма было профинансировано Корпорацией развития производства (КОРФО, исп. Corporación de Fomento de la Producción, CORFO) и «Corporación Chilena del Salitre» (там отец Эскудеро работал юристом).
Во время турне по Латинской Америке 1941 года в рамках политики «доброго соседа» Уолт Дисней посетил в том числе Чили (куда прибыл 29 декабря). Он, узнав о производстве мультфильма из уст пресс-атташе Чили в Вашингтоне Карлоса Рейеса Короны (исп. Carlos Reyes Corona) на следующий день, успел и посетить его производство. Дисней хорошо оценил энтузиазм Эскудеро и Труппа и призвал режиссёров продолжить свой проект, что и побудило их закончить мультфильм менее чем через год (до приезда Диснея Эскудеро и Трупп сделали всего лишь около 10 минут анимации). Кроме того, Дисней даже пригласил их в США работать на его студии, однако из-за вмешательства США во Вторую мировую войну и возникшей напряжённой ситуации этого сделано не было. Для увеличения продолжительности фильма в него были включены вставки с живыми актёрами, снимавшимися на студии «Чиле-фильмс», о чём также заявил Эскудеро в интервью «Museo de la Historieta de Chile».
Премьера мультфильма прошла 24 декабря 1942 года в кинотеатре «Cine rotativo Miami», расположенном в столице страны, Сантьяго.

## Дальнейшая судьба
Мультфильм был прохладно встречен публикой (негативные рецензии на мультфильм также были опубликованы в журнале «Ecran»; так, по мнению критиков, анимация «не имеет других достоинств, кроме того, что она является почти лабораторным испытанием» (исп. …sus animaciones «no tienen más méritos que las de ser un ensayo casi de laboratorio»)) и провалился в прокате, не в последнюю очередь из-за доминирования на чилийском кинорынке американских фильмов (в частности, из-за затмивших мультфильм диснеевских «Белоснежки и семи гномов», «Пиноккио», «Saludos Amigos», «Бэмби» (что характерно, он вышел в один день с «15 000 рисунками») и «Фантазии»). Из-за плохих сборов у создателей накопился долг перед прокатывавших мультфильм кинотеатрами, в результате чего они прекратили снимать мультфильмы. Впоследствии, в 1947 году, Трупп снял 30-минутный документальный фильм «Сантьяго четырёх веков» (исп. Santiago de cuatro siglos), посвящённый истории города, а Эскудеро позже работал над другими проектами вне области анимации, например, создавал логотипы региональных телеканалов в 1980-х годах, а также работал художником-иллюстратором в журналах «El Cabrito» и «El Peneca». К «Пятнадцати тысячам рисунков» же Эскудеро относился негативно, в интервью «Museo de la Historieta de Chile» без колебаний назвав мультфильм плохим. Впоследствии он не считал фильм вехой в своей карьере до такой степени, что не помнил, о чём он был. Эскудеро скончался 7 декабря 2012 года из-за болезни Альцгеймера.
Фрагмент мультфильма был использован в документальном фильме «Recordando» ориентировочно 1950-х годов выпуска (по другим данным — 1961 года выпуска) режиссёра Эдмундо Уррутии (исп. Edmundo Urrutia). Копия фильма по-прежнему принадлежала Труппу.
В 1962 году в журнале «Ecran» была опубликована статья, посвящённая производству полнометражного мультфильма «Condorito en el Circo» по мотивам комиксов для взрослых «Condorito» за авторством художника Пепо, который, к сожалению, так и не был окончен и выпущен на широкие экраны. В статье также был упомянут мультфильм «15 000 рисунков», представлены скриншоты из него, а также было высказано мнение, что Копучита может быть «отцом» Кондорито — беспёрого кондора, главного героя одноимённых комиксов, а также полнометражного перуанского мультфильма «Махнём на Луну!» (в русском дубляже Кондорито сменили имя на «Орлуша»), в частности, из-за того, что Кондорито также является олицетворением чилийцев-рото. Один из создателей фильма вполне допускал вероятность того, что Пепо мог вдохновиться мультфильмом «15 000 рисунков» и считал это большой честью для себя.
Ориентировочно в 2001 году внук Хуана-Карлоса Труппа, Родриго, проживающий в Чикаго, обнаружил в хранившемся у себя дома сундуке частично сохранившуюся копию мультфильма, расфасованную по трём бюксам. Родриго предпринял попытку реставрации, однако работа так и не была завершена. В 2012 году в Национальном киноархиве Чили (исп. Cineteca Nacional de Chile) был обнаружен фрагмент «Recordando» с присутствующим отрывком «15 000 рисунков», но без звука. В 2013 году было заявлено о том, что Национальный киноархив Чили и университет Америк (исп. Universidad de Las Américas, по совпадению, именно здесь проходила учёбу Барбара Трупп, внучка Карлоса Труппа) проведут реставрацию и дальнейшую оцифровку сохранившегося материала (восстановление всего мультфильма не представлялось возможным), и 13 ноября того же года двухминутный отреставрированный фрагмент мультфильма был продемонстрирован на фестивале «Noche de monos». Также сохранившиеся фрагменты мультфильма и анимационные тесты доступны на YouTube (один из них был загружен на видеохостинг в 2011 году Кайли Трупп, студенткой университета Америк и внучкой Хуана-Карлоса Труппа, принявшей участие в поиске копии мультфильма).

### Комментарии
1. ↑  Уменьшительное от исп. copcuha — сленгового слова со значением «сплетни», использующегося в Чили
2. ↑  Бобылева Елена Сергеевна. Лексико-семантические особенности топонимической системы Чили. — 2019.
3. ↑  Уасо (хуасо) — чилийский термин для обозначения пастуха, занимающегося выпасом крупного рогатого скота, аналогично североамериканским ковбоям, мексиканским вакеро и аргентино-бразильским гаучо.